# الاستحواذ على نيوكاسل يونايتد 2021

اشترى صندوق الاستثمارات العامة السعودي حصة 80% في نيوكاسل يونايتد

كان الاستحواذ على نيوكاسل يونايتد في عام 2021 من قبل اتحاد شركات مكون من بي سي بي كابيتال بارتنرز والأخوة رؤوبين و‌صندوق الاستثمارات العامة السعودي إجراء استحواذ بدأ في أبريل 2020 وانتهى بنجاح في أكتوبر 2021.
اكتسبت عملية الاستحواذ سمعة سيئة لمجموعة متنوعة من الأسباب. وتشمل هذه السلوك غير اللائق المزعوم من الدوري الإنجليزي الممتاز من خلال سوء التطبيق المتعمد المزعوم لاختبار مالكيها ومديريها لمنع الصفقة، بعد تأثير لا داعي له من بي إن سبورتس وأندية الدوري الإنجليزي الممتاز المنافسة لنيوكاسل يونايتد.
كما أثارت نقاشات أوسع حول القرصنة في سياق النزاع الدولي بين المملكة العربية السعودية وقطر ودور الغسيل الرياضي في الرياضة الدولية. على الرغم من تدخلات أمثال رئيس الوزراء بوريس جونسون وحكومتي المملكة العربية السعودية وقطر، استمرت عملية الاستحواذ لمدة 18 شهرًا بعد توقعات مبكرة بأنها ستكتمل بحلول يونيو 2020.
على الرغم من معارضة الاستحواذ، وجد استطلاع على مستوى البلاد أن غالبية مشجعي كرة القدم المحايدين لا يعتبرون الاستحواذ تأثيرًا سيئًا على اللعبة.

## إتمام عملية الاستحواذ
في 6 أكتوبر 2021، ظهرت أنباء عن رفع المملكة العربية السعودية حظرها على بث بي إن سبورتس في بلادها. وقيل إن هذه كانت قضية رئيسية وراء عرقلة الدوري الإنجليزي الممتاز للصفقة وسرعان ما تردد على نطاق واسع أنه تم التوصل إلى حل وسط بين الدوري الإنجليزي الممتاز ونيوكاسل يونايتد واتحاد الشراء من اجل المضى قدما في عملية الشراء.

في 7 أكتوبر 2021، تم تأكيد شراء نيوكاسل يونايتد رسميا، حيث حصل صندوق الاستثمارات العامة على حصة 80% في النادي، في حين حصل كل من بي سي بي كابيتال بارتنرز والأخوة رؤوبين على 10%. وقال الدوري الإنجليزي الممتاز في بيان إنه «تلقى الآن تأكيدات ملزمة قانونا بأن المملكة العربية السعودية لن تسيطر على نادي نيوكاسل يونايتد لكرة القدم». وفي بيان متزامن، قال ياسر الرميان – محافظ صندوق الاستثمارات العامة والمدير غير التنفيذي الجديد لنيوكاسل يونايتد – 
«إننا فخورون للغاية بأن نصبح المالكين الجدد لنيوكاسل يونايتد، أحد أشهر الأندية في كرة القدم الإنجليزية. نشكر مشجعي نيوكاسل على دعمهم المخلص للغاية على مر السنين ونحن متحمسون للعمل معهم».